# التحبير في التذكير شرح أسماء الله الحسنى (كتاب)

صورة غلاف الكتاب، طبعة دار الفقيه، بتحقيق الشيخ محمد أمين عبد الهادي الفاروقي.

التحبير في التذكير كتاب في العقيدة الإسلامية والتصوف، قام فيه الإمام القشيري بتقديم شرح واف لأسماء الله الحسنى وإيضاح معانيها وأقسامها وفضلها، وذكر أوصافه تعالى، وذكر كل ما يتعلق بأسمائه وصفاته، ليتعرف المرء على ربه بكل أحواله وأفعاله مع ذكر الآيات والأحاديث الدالة على هذه الأسماء.